# Lista siturilor Natura 2000 din Estonia
Lista siturilor Natura 2000 din Estonia conține toate ariile naturale din această țară incluse în rețeaua europeană Natura 2000.
Această listă este generată cu date din Wikidata și este actualizată periodic de un robot.
 Editările făcute în listă vor fi șterse la următoarea actualizare!
| Imagine | Cod Natura 2000 | Articol              |
| ------- | --------------- | -------------------- |
|         | EE0010101       | Tuhala               |
|         | EE0010102       | Paraspõllu           |
|         | EE0010103       | Kämbla               |
|         | EE0010104       | Paunküla             |
|         | EE0010105       | Tammiku              |
|         | EE0010106       | Põhja-Kõrvemaa       |
|         | EE0010107       | Alema                |
|         | EE0010108       | Laukesoo             |
|         | EE0010110       | Kiviloo              |
|         | EE0010111       | Parila               |
|         | EE0010112       | Ardu                 |
|         | EE0010113       | Maapaju              |
|         | EE0010114       | Kostivere            |
|         | EE0010116       | Ülgase               |
|         | EE0010121       | Valgejärve           |
|         | EE0010123       | Türisalu             |
|         | EE0010124       | Ruila                |
|         | EE0010125       | Vääna                |
|         | EE0010127       | Naissaare            |
|         | EE0010129       | Pakri                |
|         | EE0010132       | Rannamõisa           |
|         | EE0010136       | Püümetsa             |
|         | EE0010137       | Niitvälja            |
|         | EE0010138       | Naage                |
|         | EE0010140       | Suurupi              |
|         | EE0010141       | Kiruvere             |
|         | EE0010142       | Muraste              |
|         | EE0010143       | Rahumäe              |
|         | EE0010144       | Pakasjärve           |
|         | EE0010148       | Kuivajõe             |
|         | EE0010150       | Jägala               |
|         | EE0010154       | Krassi               |
|         | EE0010156       | Valgejõe             |
|         | EE0010170       | Paljassaare          |
|         | EE0010171       | Kolga lahe           |
|         | EE0010173       | Lahemaa              |
|         | EE0010175       | Vääna-Posti          |
|         | EE0010176       | Vansi                |
|         | EE0010177       | Kaberla              |
|         | EE0010184       | Pedase               |
|         | EE0010187       | Vääna jõe            |
|         | EE0010188       | Aegna saare          |
|         | EE0010190       | Valkla klindi        |
|         | EE0010191       | Vääna-Viti           |
|         | EE0010192       | Suure-Aru            |
|         | EE0020205       | Ohepalu              |
|         | EE0020301       | Maidla-Iganõmme      |
|         | EE0020302       | Kohatu               |
|         | EE0020303       | Angasilla            |
|         | EE0020304       | Paeküla              |
|         | EE0020305       | Pilkuse              |
|         | EE0020306       | Konuvere             |
|         | EE0020307       | Selja-Põdra          |
|         | EE0020311       | Pajaka-Vardi         |
|         | EE0020312       | Linnuraba            |
|         | EE0020313       | Jalase               |
|         | EE0020314       | Salavalge-Tõrasoo    |
|         | EE0020315       | Taarikõnnu           |
|         | EE0020316       | Rabivere             |
|         | EE0020317       | Lümandu              |
|         | EE0020318       | Kurtna-Vilivere      |
|         | EE0020319       | Rahaaugu             |
|         | EE0020321       | Ridaküla             |
|         | EE0020322       | Raikküla-Paka        |
|         | EE0020324       | Mahtra               |
|         | EE0020325       | Kõnnumaa             |
|         | EE0020326       | Tillniidu            |
|         | EE0020327       | Mukri                |
|         | EE0020328       | Linnumängu           |
|         | EE0020329       | Piiumetsa            |
|         | EE0020330       | Pae                  |
|         | EE0020331       | Sonni                |
|         | EE0020333       | Karitsu              |
|         | EE0020334       | Nurtujõe             |
|         | EE0020335       | Kastna-Rapla         |
|         | EE0020336       | Kuusiku              |
|         | EE0020337       | Nõlvasoo             |
|         | EE0020338       | Avaste               |
|         | EE0020340       | Taarikõnnu-Kaisma    |
|         | EE0020341       | Kõnnumaa-Väätsa      |
|         | EE0020342       | Urevere              |
|         | EE0020408       | Märjamaa järtade     |
|         | EE0020409       | Rangu                |
|         | EE0020410       | Rahula-Napanurga     |
|         | EE0020411       | Vardi                |
|         | EE0040111       | Põdrapao             |
|         | EE0040112       | Paope                |
|         | EE0040113       | Vanamõisa            |
|         | EE0040114       | Tilga                |
|         | EE0040115       | Undama soo           |
|         | EE0040116       | Pihla-Kaibaldi       |
|         | EE0040117       | Sepaste              |
|         | EE0040118       | Luidja               |
|         | EE0040119       | Leigri               |
|         | EE0040120       | Tihu                 |
|         | EE0040121       | Paope loo            |
|         | EE0040122       | Kõrgessaare-Mudaste  |
|         | EE0040123       | Pihla-Kurisu         |
|         | EE0040124       | Tareste              |
|         | EE0040125       | Vilivalla            |
|         | EE0040126       | Kuri-Hellamaa        |
|         | EE0040128       | Kukka-Luhastu        |
|         | EE0040129       | Hiiu madala          |
|         | EE0040131       | Viilupi              |
|         | EE0040133       | Tahkuna              |
|         | EE0040134       | Jausa                |
|         | EE0040135       | Kõpu                 |
|         | EE0040136       | Hüti                 |
|         | EE0040141       | Klaasrahu            |
|         | EE0040203       | Marimetsa-Õmma       |
|         | EE0040204       | Ehmja-Turvalepa      |
|         | EE0040205       | Kuke-Kiili           |
|         | EE0040206       | Poanse               |
|         | EE0040207       | Karuse-Linnuse       |
|         | EE0040209       | Käntu-Kastja         |
|         | EE0040210       | Luiste               |
|         | EE0040211       | Laiküla              |
|         | EE0040212       | Mustjärve raba       |
|         | EE0040214       | Tuhu                 |
|         | EE0040215       | Einbi                |
|         | EE0040301       | Allikukivi           |
|         | EE0040302       | Metsaääre            |
|         | EE0040303       | Järveotsa            |
|         | EE0040305       | Kabli                |
|         | EE0040307       | Mihkli               |
|         | EE0040308       | Kalita               |
|         | EE0040309       | Laulaste             |
|         | EE0040310       | Kanaküla             |
|         | EE0040311       | Karinõmme            |
|         | EE0040312       | Kastna               |
|         | EE0040314       | Siiraku              |
|         | EE0040315       | Lauaru               |
|         | EE0040316       | Kikepera             |
|         | EE0040317       | Kivikupitsa          |
|         | EE0040318       | Kolga                |
|         | EE0040319       | Kosemäe              |
|         | EE0040321       | Kõrissoo             |
|         | EE0040322       | Laiksaare            |
|         | EE0040323       | Lao                  |
|         | EE0040324       | Lavassaare           |
|         | EE0040327       | Madissaare           |
|         | EE0040328       | Manilau-Hanilaiu     |
|         | EE0040329       | Haapsi               |
|         | EE0040330       | Metsapoole           |
|         | EE0040331       | Mõrdama              |
|         | EE0040332       | Naissoo              |
|         | EE0040333       | Navesti              |
|         | EE0040334       | Nedrema              |
|         | EE0040335       | Nepste               |
|         | EE0040336       | Nätsi-Võlla          |
|         | EE0040338       | Oese soo             |
|         | EE0040339       | Oidrema              |
|         | EE0040340       | Orajõe               |
|         | EE0040341       | Paadrema             |
|         | EE0040342       | Lemmejõe             |
|         | EE0040344       | Põhja-Liivimaa       |
|         | EE0040345       | Pärnu jõe            |
|         | EE0040346       | Pärnu lahe           |
|         | EE0040348       | Rannaniidu           |
|         | EE0040349       | Raespa               |
|         | EE0040351       | Luitemaa             |
|         | EE0040353       | Kurese               |
|         | EE0040354       | Saunametsa           |
|         | EE0040356       | Sõmeri               |
|         | EE0040357       | Tellissaare          |
|         | EE0040358       | Sorgu                |
|         | EE0040359       | Tolkuse              |
|         | EE0040360       | Tori põrgu           |
|         | EE0040361       | Tõhela-Ermistu       |
|         | EE0040362       | Sanga                |
|         | EE0040364       | Uulu-Võiste          |
|         | EE0040365       | Vahenurme            |
|         | EE0040366       | Vaiste               |
|         | EE0040367       | Valgeranna           |
|         | EE0040368       | Ämmamäe              |
|         | EE0040369       | Sookuninga           |
|         | EE0040370       | Nigula               |
|         | EE0040375       | Valgeraba            |
|         | EE0040384       | Reiu jõe             |
|         | EE0040387       | Alva-Kärsu           |
|         | EE0040401       | Abruka               |
|         | EE0040402       | Allirahu             |
|         | EE0040403       | Asva                 |
|         | EE0040405       | Ranna                |
|         | EE0040406       | Siplase              |
|         | EE0040407       | Järise               |
|         | EE0040408       | Järve                |
|         | EE0040409       | Kaarma               |
|         | EE0040412       | Kahtla-Kübassaare    |
|         | EE0040414       | Karala-Pilguse       |
|         | EE0040415       | Karida               |
|         | EE0040418       | Kasti lahe           |
|         | EE0040420       | Kaunispe             |
|         | EE0040421       | Kerju                |
|         | EE0040422       | Kesknõmme            |
|         | EE0040423       | Kingli               |
|         | EE0040426       | Kooljamägede         |
|         | EE0040427       | Kasemetsa            |
|         | EE0040428       | Koorunõmme           |
|         | EE0040430       | Küdema               |
|         | EE0040432       | Küdema lahe          |
|         | EE0040433       | Kudjape              |
|         | EE0040434       | Kura kurgu           |
|         | EE0040435       | Laasu                |
|         | EE0040436       | Laidunina            |
|         | EE0040438       | Liigalaskma-Orinõmme |
|         | EE0040439       | Liiva-Putla          |
|         | EE0040440       | Lindmetsa            |
|         | EE0040441       | Kaugatoma-Lõu        |
|         | EE0040442       | Mäe                  |
|         | EE0040445       | Nässumaa             |
|         | EE0040446       | Nihatu               |
|         | EE0040447       | Nõmmküla             |
|         | EE0040448       | Odalätsi             |
|         | EE0040449       | Ohessaare            |
|         | EE0040451       | Paatsa               |
|         | EE0040452       | Pammana              |
|         | EE0040454       | Põduste luha         |
|         | EE0040455       | Põduste-Upa          |
|         | EE0040456       | Pühametsa            |
|         | EE0040457       | Rannaniidi           |
|         | EE0040458       | Ranna-Põitse         |
|         | EE0040463       | Saaremetsa           |
|         | EE0040464       | Säärenõmme           |
|         | EE0040465       | Sandla               |
|         | EE0040469       | Siiksaare-Oessaare   |
|         | EE0040470       | Simiste-Oina         |
|         | EE0040472       | Sutu lahe            |
|         | EE0040473       | Suuremõisa lahe      |
|         | EE0040474       | Suurissoo            |
|         | EE0040475       | Uustalu              |
|         | EE0040476       | Tagamõisa            |
|         | EE0040477       | Tahula-Reo           |
|         | EE0040478       | Tammese              |
|         | EE0040479       | Tammuna              |
|         | EE0040480       | Teesu                |
|         | EE0040481       | Tehu                 |
|         | EE0040482       | Tõnija               |
|         | EE0040483       | Kalli soo            |
|         | EE0040484       | Tumala               |
|         | EE0040485       | Vahtrissoo           |
|         | EE0040486       | Väikese väina        |
|         | EE0040488       | Vanalõve             |
|         | EE0040489       | Vedruka raba         |
|         | EE0040490       | Vesitükimaa          |
|         | EE0040492       | Viidu                |
|         | EE0040493       | Viidumäe             |
|         | EE0040494       | Viieristi            |
|         | EE0040496       | Vilsandi             |
|         | EE0040497       | Võrsna               |
|         | EE0040499       | Raudrahu             |
|         | EE0040500       | Gretagrundi          |
|         | EE0060102       | Määru                |
|         | EE0060105       | Rava                 |
|         | EE0060106       | Tudre                |
|         | EE0060107       | Vulbi                |
|         | EE0060109       | Lüsingu              |
|         | EE0060110       | Kiigumõisa           |
|         | EE0060112       | Jalgsema             |
|         | EE0060117       | Türi-Karjaküla       |
|         | EE0060119       | Kõrvemaa             |
|         | EE0060121       | Saarjõe              |
|         | EE0060122       | Preedi jõe           |
|         | EE0060123       | Võlingi oja          |
|         | EE0060202       | Mõdriku-Roela        |
|         | EE0060203       | Neeruti              |
|         | EE0060204       | Mädapea              |
|         | EE0060206       | Lasila               |
|         | EE0060207       | Haavakannu           |
|         | EE0060208       | Suurekivi            |
|         | EE0060209       | Tudusoo              |
|         | EE0060210       | Ilmandu              |
|         | EE0060211       | Seljamäe             |
|         | EE0060212       | Äntu                 |
|         | EE0060213       | Padaoru              |
|         | EE0060214       | Porkuni              |
|         | EE0060215       | Ebavere              |
|         | EE0060216       | Suigu                |
|         | EE0060217       | Luusika              |
|         | EE0060218       | Selja jõe            |
|         | EE0060219       | Sämi                 |
|         | EE0060220       | Uhtju                |
|         | EE0060221       | Viitna               |
|         | EE0060223       | Mahu-Rannametsa      |
|         | EE0060225       | Varangu              |
|         | EE0060226       | Jäola                |
|         | EE0060227       | Vinni-Pajusti        |
|         | EE0060229       | Järveoja             |
|         | EE0060230       | Võlumäe              |
|         | EE0060231       | Letipea              |
|         | EE0060232       | Noonu                |
|         | EE0060270       | Vaindloo             |
|         | EE0060271       | Toolse               |
|         | EE0060279       | Loobu jõe            |
|         | EE0070101       | Smolnitsa            |
|         | EE0070103       | Muraka               |
|         | EE0070104       | Sirtsi               |
|         | EE0070105       | Mustajõe             |
|         | EE0070106       | Puhatu               |
|         | EE0070107       | Struuga              |
|         | EE0070108       | Ontika               |
|         | EE0070109       | Pangametsa           |
|         | EE0070110       | Udria                |
|         | EE0070113       | Edise                |
|         | EE0070115       | Kauksi               |
|         | EE0070117       | Atsalama             |
|         | EE0070118       | Änniksaare           |
|         | EE0070119       | Jõuga                |
|         | EE0070122       | Järvevälja           |
|         | EE0070123       | Päite                |
|         | EE0070124       | Selisoo              |
|         | EE0070125       | Uljaste              |
|         | EE0070126       | Sahmeni              |
|         | EE0070127       | Avijõe               |
|         | EE0070129       | Pühajõe              |
|         | EE0070132       | Uhaku                |
|         | EE0070171       | Agusalu              |
|         | EE0070175       | Adraku               |
|         | EE0070187       | Kärasi               |
|         | EE0070189       | Viivikonna           |
|         | EE0080102       | Võtikvere            |
|         | EE0080103       | Tellise              |
|         | EE0080104       | Aidu                 |
|         | EE0080106       | Padinasaare          |
|         | EE0080107       | Andressaare          |
|         | EE0080108       | Kääpa                |
|         | EE0080109       | Mustallika           |
|         | EE0080110       | Vooremaa järvede     |
|         | EE0080111       | Kaasiku              |
|         | EE0080112       | Loode-Peipsi         |
|         | EE0080171       | Vooremaa             |
|         | EE0080173       | Aidu soo             |
|         | EE0080177       | Oti                  |
|         | EE0080179       | Kirikuraba           |
|         | EE0080201       | Kooraste Pikkjärve   |
|         | EE0080202       | Ihamaru-Tilleoru     |
|         | EE0080203       | Meelva               |
|         | EE0080204       | Meenikunno           |
|         | EE0080205       | Valgesoo             |
|         | EE0080206       | Veski                |
|         | EE0080208       | Peramaa              |
|         | EE0080209       | Kirmsi               |
|         | EE0080210       | Päevakese            |
|         | EE0080211       | Väikõ-Nedsäjä        |
|         | EE0080212       | Rebasmäe             |
|         | EE0080213       | Tahkjärve soo        |
|         | EE0080214       | Hauka                |
|         | EE0080218       | Karste               |
|         | EE0080220       | Kanepi järvede       |
|         | EE0080222       | Palojärve            |
|         | EE0080223       | Kivijärve            |
|         | EE0080224       | Akste järve          |
|         | EE0080225       | Laho                 |
|         | EE0080226       | Virosi               |
|         | EE0080227       | Pahtpää              |
|         | EE0080229       | Osõtsuu              |
|         | EE0080230       | Kuulmajärve          |
|         | EE0080231       | Lüübnitsa            |
|         | EE0080232       | Uiakatsi             |
|         | EE0080233       | Kooraste Kõvvõrjärve |
|         | EE0080234       | Mustoja              |
|         | EE0080235       | Võhandu jõe ürgoru   |
|         | EE0080236       | Võhandu jõe          |
|         | EE0080237       | Mädajõe              |
|         | EE0080239       | Karisilla oja        |
|         | EE0080271       | Räpina poldri        |
|         | EE0080272       | Maruoru              |
|         | EE0080274       | Oodsipalo            |
|         | EE0080275       | Akste                |
|         | EE0080277       | Krüüdneri            |
|         | EE0080301       | Pähklisaare          |
|         | EE0080302       | Age oru              |
|         | EE0080303       | Väägvere             |
|         | EE0080304       | Sootaga              |
|         | EE0080305       | Konguta              |
|         | EE0080306       | Padakõrve            |
|         | EE0080307       | Järvselja            |
|         | EE0080311       | Alatskivi            |
|         | EE0080312       | Lavatsi järve        |
|         | EE0080313       | Ropka-Ihaste         |
|         | EE0080314       | Pangodi              |
|         | EE0080315       | Mustjärve            |
|         | EE0080316       | Keeri-Karijärve      |
|         | EE0080317       | Viisjaagu            |
|         | EE0080319       | Lahepera             |
|         | EE0080322       | Välgi                |
|         | EE0080323       | Peipsiveere          |
|         | EE0080324       | Peeda jõe            |
|         | EE0080372       | Lahepera järve       |
|         | EE0080376       | Siniküla             |
|         | EE0080402       | Lubjaahju järve      |
|         | EE0080403       | Lambahanna järve     |
|         | EE0080404       | Voki                 |
|         | EE0080405       | Vidrike              |
|         | EE0080407       | Prange               |
|         | EE0080408       | Sauniku              |
|         | EE0080410       | Soontaga-Sauniku     |
|         | EE0080411       | Kurematsi            |
|         | EE0080412       | Andresjärve          |
|         | EE0080413       | Palakmäe             |
|         | EE0080414       | Tikste               |
|         | EE0080415       | Tündre               |
|         | EE0080417       | Pikre järve          |
|         | EE0080418       | Roksi järve          |
|         | EE0080419       | Linaleo järve        |
|         | EE0080420       | Koorküla             |
|         | EE0080421       | Koiva-Mustjõe luha   |
|         | EE0080422       | Aheru                |
|         | EE0080423       | Kiiviti järve        |
|         | EE0080424       | Karula-Pikkjärve     |
|         | EE0080425       | Kuritse järve        |
|         | EE0080426       | Tagula               |
|         | EE0080427       | Valli soo            |
|         | EE0080428       | Õru                  |
|         | EE0080429       | Kada järve           |
|         | EE0080430       | Koikküla             |
|         | EE0080432       | Väike-Emajõe         |
|         | EE0080433       | Purtsi jõe           |
|         | EE0080471       | Koiva-Mustjõe        |
|         | EE0080472       | Mõneku               |
|         | EE0080474       | Kakulaane            |
|         | EE0080475       | Kirbu soo            |
|         | EE0080476       | Keisripalu           |
|         | EE0080477       | Riidaja              |
|         | EE0080501       | Rubina               |
|         | EE0080502       | Rutu                 |
|         | EE0080503       | Kullamäe             |
|         | EE0080504       | Teringi              |
|         | EE0080505       | Lopa paljandi        |
|         | EE0080506       | Kiviaru              |
|         | EE0080507       | Tilli                |
|         | EE0080509       | Kurimetsa            |
|         | EE0080510       | Leppoja              |
|         | EE0080511       | Tänassilma           |
|         | EE0080512       | Ruhijärve            |
|         | EE0080515       | Kariste järve        |
|         | EE0080516       | Õisu                 |
|         | EE0080517       | Muti                 |
|         | EE0080518       | Paistu               |
|         | EE0080519       | Sinialliku           |
|         | EE0080520       | Heimtali             |
|         | EE0080521       | Kahvena              |
|         | EE0080523       | Lepakose             |
|         | EE0080524       | Võrtsjärve           |
|         | EE0080573       | Parika               |
|         | EE0080574       | Soomaa               |
|         | EE0080576       | Päidre               |
|         | EE0080577       | Otiküla              |
|         | EE0080578       | Maalasti             |
|         | EE0080579       | Pillu                |
|         | EE0080601       | Luhasoo              |
|         | EE0080603       | Kisejärve            |
|         | EE0080604       | Murati               |
|         | EE0080605       | Pärlijõe             |
|         | EE0080606       | Väike-Palkna         |
|         | EE0080607       | Kirikumäe            |
|         | EE0080608       | Peetri jõe           |
|         | EE0080610       | Hintsiko             |
|         | EE0080611       | Hurda                |
|         | EE0080612       | Vagula järve         |
|         | EE0080613       | Haanja               |
|         | EE0080614       | Sadramõtsa           |
|         | EE0080615       | Sadrametsa           |
|         | EE0080616       | Pähni                |
|         | EE0080617       | Parmu                |
|         | EE0080618       | Verijärve            |
|         | EE0080619       | Mõisamõtsa           |
|         | EE0080620       | Pullijärve           |
|         | EE0080621       | Piusa-Võmmorski      |
|         | EE0080622       | Piusa                |
|         | EE0080623       | Uhtjärve             |
|         | EE0080624       | Lõõdla               |
|         | EE0080625       | Pabra järve          |
|         | EE0080626       | Karsna järve         |
|         | EE0080627       | Kubija järve         |
|         | EE0080628       | Kärnjärve            |
|         | EE0080629       | Majori järve         |
|         | EE0080630       | Lasva tammiku        |
|         | EE0080631       | Kaasjärve            |
|         | EE0080632       | Paganamaa            |
|         | EE0080635       | Timmase              |
|         | EE0080637       | Tamula järve         |
|         | EE0080638       | Pärlijõe luha        |
|         | EE0080671       | Karula               |
|         | EE0080672       | Misso                |
|         | EE0080172       | Endla                |
|         | EE0080310       | Q112300805           |
|         | EE0040416       | Karujärve            |
|         | EE0040410       | Kaarmise             |
|         | EE0040443       | Q25444591            |
|         | EE0040498       | Laasi                |
|         | EE0040429       | Kotlandi             |
|         | EE0040404       | Haavassoo            |
|         | EE0040495       | Koimla               |
|         | EE0040487       | Q25444696            |
|         | EE0040437       | Lannasmaa            |
|         | EE0040461       | Riksu ranniku        |
|         | EE0040467       | Sepamaa              |
|         | EE0010122       | Laulasmaa            |
|         | EE0040320       | Kuiaru               |
|         | EE0080101       | Saarjärve            |
|         | EE0040001       | Väinamere            |
|         | EE0060224       | Tammelehe            |
|         | EE0040208       | Q31273439            |
|         | EE0040201       | Q31273657            |
|         | EE0040202       | Q31273661            |
|         | EE0080371       | Kärevere             |
|         | EE0080374       | Q51846040            |
|         | EE0060113       | Silmsi soo           |
|         | EE0060103       | Kurisoo              |
|         | EE0060108       | Prandi               |
|         | EE0060115       | Iidva                |
|         | EE0060114       | Nõmme raba           |
|         | EE0010133       | Orkjärve             |
|         | EE0080178       | Tooni                |